# Magnus Larsson
Per Henrik Magnus Larsson (ur. 25 marca 1970 w Olofström) – szwedzki tenisista, zdobywca Pucharu Davisa, finalista wielkoszlemowego French Open 1995 w deblu, olimpijczyk z Barcelony (1992).
Magnus Larsson był zawodnikiem praworęcznym i wykonującym oburęczny bekhend. Najlepiej czuł się w grze z głębi kortu. Swoją grę budował przede wszystkim na mocnym serwisie i uderzeniach forhendowych, ale potrafił także zaskoczyć rywala delikatniejszym zagraniem, szczególnie skrótem z bekhendu.

## Kariera tenisowa
Jako zawodowy tenisista Larsson występował w latach 1989−2003. Pierwsze turniejowe zwycięstwo w grze pojedynczej o randze ATP World Tour odniósł w 1990 roku we Florencji. Latem tegoż roku osiągnął finał w Båstad, w którym musiał uznać wyższość Richarda Fromberga.
W sezonie 1991 osiągnął na początku półfinał w Adelaide po pokonaniu m.in. Borisa Beckera, ale nie udało mu się dojść do żadnego finału turniejowego w dalszej części roku. Wśród innych lepszych wyników uzyskanych przez Szweda znajduje się III runda w Monte Carlo, gdzie po drodze wyeliminował Stefana Edberga, ówczesnego lidera rankingu. Z powodzeniem tego roku wystąpił w grze podwójnej we Florencji wygrywając cały turniej, tworząc parę z Olą Jonssonem.
Sezon 1992 zakończył Larsson z dwoma triumfami singlowymi i jednym deblowym zwycięstwem. W hali w Kopenhadze pokonał w finale Andersa Järryda w singlu, a w deblu odniósł triumf razem z Nicklasem Kultim po zwycięstwie w finale z parą Hendrik Jan Davids-Libor Pimek. Na nawierzchni ziemnej w Monachium wyeliminował m.in. Michaela Sticha, by w finale pokonać Petra Kordę.
W 1993 roku Larsson pozostał bez zwycięstwa czy choćby finału turniejowego, ale awansował do pierwszego ćwierćfinału w imprezie wielkoszlemowej, podczas US Open wyeliminował m.in. Borisa Beckera, a odpadł z Wallym Masurem.
Jednym z najlepszych sezonów w karierze Larssona był 1994 rok. W marcu wygrał halowy turniej w Saragossie. Na paryskich kortach Rolanda Garrosa uzyskał swój najlepszy rezultat w zawodach wielkoszlemowych w grze pojedynczej docierając do półfinału, po zwycięstwach m.in. z Toddem Martinem, Jaimem Yzagą i w ćwierćfinale z Hendrikiem Dreekmannem. W spotkaniu o awans do finału uległ Alberto Berasateguiowi. W dalszej części sezonu Szwed odniósł zwycięstwo w halowej imprezie w Tuluzie i pucharze wielkiego szlema w Monachium. Po drodze pokonał kolejno Stefana Edberga, Andre Agassiego, Todda Martina, a w finale Pete'a Samprasa. W sezonie 1994 Larsson był ponadto w finałach singlowych w Antwerpii i Halle. W deblu natomiast wywalczył tytuł w Monte Carlo, w parze z Nicklasem Kultim, po pokonaniu w finale Jewgienija Kafielnikowa i Daniela Vacka.
W sezonie 1995 nie odniósł zwycięstwa turniejowego w grze pojedynczej, ale był uczestnikiem finału w Ad-Dausze (przegrał ze Stefanem Edbergiem) i w Barcelonie (nie sprostał Thomasowi Musterowi). W kwietniu Szwed awansował na najwyższe w karierze miejsce w rankingu ATP, na 10. pozycję. W grze podwójnej wygrał w tym sezonie jeden turniej, w Ad-Dausze, gdzie tworzył duet ze Stefanem Edbergiem. Swój największy deblowy sukces w karierze Larsson odniósł w czerwcu dochodząc do finału Rolanda Garrosa. Dokonał tego wspólnie z Nicklasem Kultim, jednak pojedynek o tytuł Szwedzi przegrali 7:6, 4:6, 1:6 z parą Jacco Eltingh-Paul Haarhuis.
W 1996 roku zawodnik szwedzki osiągnął jeden finał w grze pojedynczej, w Tuluzie, ponosząc porażkę z Markiem Philippoussisem.
W 1997 roku był w ćwierćfinale US Open (przegrał z Patrickiem Rafterem). Wygrał również imprezę w Marsylii, po współpracy deblowej z Thomasem Enqvistem. Był także uczestnikiem deblowego finału w Båstad, a grał razem z Magnusem Gustafssonem.
W 1998 roku raz kolejny awansował do ćwierćfinału na US Open, pokonując m.in. rozstawionego z drugim numerem Marcelo Ríosa i przegrywając z Carlosem Moyą, a także był w finale w Halle, gdzie uległ Jewgienijowi Kafielnikowowi. Razem z Magnusem Gustafssonem triumfował w zmaganiach gry podwójnej w Båstad. Był to zarazem ostatni finał do jakiego Larsson awansował w deblu.
Ostatnie znaczące sukcesy Larsson odniósł w 2000 roku. Wygrał wówczas turniej w Memphis, po finale z Byronem Blackiem, a także był w finale w Kopenhadze, gdzie przegrał Andreasem Vinciguerrą.
W latach 1992–2003 Larsson występował w Pucharze Davisa, zarówno jako singlista jak i deblista, notując bilans 13 zwycięstw i 6 porażek (w grze pojedynczej – 12 zwycięstw i 4 porażki). Wniósł znaczący wkład w zdobycie przez Szwecję Pucharu Davisa w 1994 roku i 1997 roku. W finale w 1994 roku pokonał Jewgienija Kafielnikowa i Aleksandra Wołkowa, a trzy lata później Amerykanów Pete'a Samprasa i Michaela Changa. Ponadto w barwach narodowych startował w 1992 roku  na igrzyskach olimpijskich w Barcelonie, gdzie w grze pojedynczej doszedł do III rundy, eliminując m.in. Francuza Guya Forgeta i ulegając Hiszpanowi Emilio Sánchezowi.

### Finały w turniejach ATP World Tour
| Legenda                                      |
| -------------------------------------------- |
| Wielki Szlem                                 |
| Igrzyska olimpijskie                         |
| Tennis Masters Cup / ATP Finals              |
| ATP Masters Series / ATP Tour Masters 1000   |
| ATP International Series Gold / ATP Tour 500 |
| ATP International Series / ATP Tour 250      |

#### Gra pojedyncza (7–8)
| Końcowy wynik | Nr | Data                 | Turniej   | Nawierzchnia    | Przeciwnik            | Wynik finału       |
| ------------- | -- | -------------------- | --------- | --------------- | --------------------- | ------------------ |
| Zwycięzca     | 1. | 16 czerwca 1990      | Florencja | Ceglana         | Lawson Duncan         | 6:7, 7:5, 6:0      |
| Finalista     | 1. | 15 lipca 1990        | Båstad    | Ceglana         | Richard Fromberg      | 2:6, 6:7           |
| Zwycięzca     | 2. | 8 marca 1992         | Kopenhaga | Dywanowa (hala) | Anders Järryd         | 6:4, 7:6(5)        |
| Zwycięzca     | 3. | 3 maja 1992          | Monachium | Ceglana         | Petr Korda            | 6:4, 4:6, 6:1      |
| Zwycięzca     | 4. | 20 marca 1994        | Saragossa | Dywanowa (hala) | Lars Rehmann          | 6:4, 6:4           |
| Finalista     | 2. | 19 czerwca 1994      | Halle     | Trawiasta       | Michael Stich         | 4:6, 6:4, 3:6      |
| Zwycięzca     | 5. | 9 października 1994  | Tuluza    | Twarda (hala)   | Jared Palmer          | 6:1, 6:3           |
| Finalista     | 3. | 13 listopada 1994    | Antwerpia | Dywanowa (hala) | Pete Sampras          | 6:7(5), 4:6        |
| Zwycięzca     | 6. | 11 grudnia 1994      | Monachium | Dywanowa (hala) | Pete Sampras          | 7:6, 4:6, 7:6, 6:4 |
| Finalista     | 4. | 8 stycznia 1995      | Doha      | Twarda          | Stefan Edberg         | 6:7(4), 1:6        |
| Finalista     | 5. | 16 kwietnia 1995     | Barcelona | Ceglana         | Thomas Muster         | 2:6, 1:6, 4:6      |
| Finalista     | 6. | 20 października 1996 | Tuluza    | Twarda (hala)   | Mark Philippoussis    | 1:6, 7:5, 4:6      |
| Finalista     | 7. | 14 czerwca 1998      | Halle     | Trawiasta       | Jewgienij Kafielnikow | 4:6, 4:6           |
| Zwycięzca     | 7. | 20 lutego 2000       | Memphis   | Twarda (hala)   | Byron Black           | 6:2, 1:6, 6:3      |
| Finalista     | 8. | 5 marca 2000         | Kopenhaga | Twarda (hala)   | Andreas Vinciguerra   | 3:6, 6:7(5)        |

#### Gra podwójna (6–2)
| Końcowy wynik | Nr | Data             | Turniej            | Nawierzchnia    | Partner           | Przeciwnicy                        | Wynik finału  |
| ------------- | -- | ---------------- | ------------------ | --------------- | ----------------- | ---------------------------------- | ------------- |
| Zwycięzca     | 1. | 16 czerwca 1991  | Florencja          | Ceglana         | Ola Jonsson       | Juan Carlos Báguena Carlos Costa   | 3:6, 6:1, 6:1 |
| Zwycięzca     | 2. | 8 marca 1992     | Kopenhaga          | Dywanowa (hala) | Nicklas Kulti     | Hendrik Jan Davids Libor Pimek     | 6:3, 6:4      |
| Zwycięzca     | 3. | 24 kwietnia 1994 | Monte Carlo        | Ceglana         | Nicklas Kulti     | Jewgienij Kafielnikow Daniel Vacek | 3:6, 7:6, 6:4 |
| Zwycięzca     | 4. | 8 stycznia 1995  | Doha               | Twarda          | Stefan Edberg     | Andriej Olchowski Jan Siemerink    | 7:6, 6:2      |
| Finalista     | 1. | 10 czerwca 1995  | French Open, Paryż | Ceglana         | Nicklas Kulti     | Jacco Eltingh Paul Haarhuis        | 7:6, 4:6, 1:6 |
| Zwycięzca     | 5. | 16 lutego 1997   | Marsylia           | Twarda (hala)   | Thomas Enqvist    | Fabrice Santoro Olivier Delaître   | 6:3, 6:4      |
| Finalista     | 2. | 13 lipca 1997    | Båstad             | Ceglana         | Magnus Gustafsson | Nicklas Kulti Mikael Tillström     | 0:6, 3:6      |
| Zwycięzca     | 6. | 12 lipca 1998    | Båstad             | Ceglana         | Magnus Gustafsson | Lan Bale Piet Norval               | 6:4, 6:2      |